# 1337x
1337x е уебсайт за споделяне на файлове чрез метода peer-to-peer посредством протокола BitTorrent. Към 2022 г. това е третият най-популярен торент тракер. Създаден е през 2007 г. С нарастващата му популярност десетки търсачки го премахват от резултатите си. Поради естеството на услугата, която предоставя, не са рядкост и правните действия към уебсайта, както и временните прекъсвания на функционалността.